# Grijze mierklauwier
De grijze mierklauwier (Thamnophilus murinus) is een zangvogel uit de familie Thamnophilidae (miervogels).

## Verspreiding en leefgebied
Deze soort komt voor in het Amazonegebied en telt drie ondersoorten:
- T. m. canipennis: het westelijk Amazonebekken.
- T. m. cayennensis: Frans-Guyana en noordoostelijk Brazilië.
- T. m. murinus: van oostelijk Colombia tot Suriname en noordelijk Brazilië ten noorden van de Amazonerivier.

## Status
De grootte van de populatie is niet gekwantificeerd maar de soort wordt omschreven als algemeen. Op de Rode lijst van de IUCN heeft deze soort de status niet bedreigd.